# Пьетрамонтекорвино
Пьетрамонтекорвино (итал. Pietramontecorvino) — коммуна в Италии, располагается в регионе Апулия, в провинции Фоджа.
Население составляет 2931 человек (2008 г.), плотность населения составляет 41 чел./км². Занимает площадь 71 км². Почтовый индекс — 71038. Телефонный код — 0881.
Покровителями коммуны почитаются Пресвятая Богородица и Sant’Alberto da Montecorvino, празднование 16 мая и 18 августа.

## Демография
Динамика населения:

## Администрация коммуны
- Официальный сайт: www.pietramontecorvino.net